# Jean Lecocq (Komponist)
Jean Lecocq (latinisiert Joannes Gallus; aktiv etwa zwischen 1540 und 1560) war ein franko-flämischer Komponist der Renaissance.

## Leben und Wirken
Die Identität des Komponisten Jean Lecocq  alias Joannes Gallus wurde lange Zeit mit der eines Komponisten mit Namen Maistre Jhan gleichgesetzt, weil der venezianische Verleger Gerolamo Scotto auf dem Titelblatt einer 1543 erschienenen Motettensammlung diese Gleichsetzung vornahm. Dies geschah mit großer Wahrscheinlichkeit irrtümlich: Maistre Jhan starb bereits im Oktober 1538 und die Gleichsetzung kommt sonst in keiner Quelle vor. Der Verleger Tielman Susato verwendet zwar in seinem Druck der Chansons 1543 die Namensversionen Gallus (lateinisch) und Lecocq (französisch) beliebig abwechselnd für den gleichen Komponisten, aber nie den Namen Maistre Jhan.
Über das Leben von Jean Lecocq ist fast nichts bekannt; weder über die Geburt noch über seinen Tod sind Datum und Ort bisher ermittelt worden. Gesichert ist nur, dass er in den 1540er Jahren im Dienst von Herzog Ercole II. von Ferrara gestanden hat. Darüber hinaus berichtet der Autor Lodovico Guicciardini von einem „Gian le Coick“ als einem zeitgenössischen musikalischen Meister, mit dem er wohl Johannes de Cockh meinte, der spätestens ab 1564 bis zu seinem Tod Mitte der 1570er Jahre in der kaiserlichen Kapelle in Wien gewirkt hat. Dieser Sänger ist vielleicht identisch mit dem Joannes Gallus, der mit verschiedenen Musikdrucken aus Deutschland und den Niederlanden zwischen 1542 und 1555 vertreten ist.

## Bedeutung
Die Gesamtheit der Werke, die Jean Lecocq / Joannes Gallus zugeschrieben werden, ist nicht sehr groß: 9 Motetten und 22 Chansons. Die Chansons sind in ihrer Schreibweise nicht so leicht und flüssig wie die vergleichbaren Werke von Claudin de Sermisy oder Clément Janequin. Bei einigen wirkt die Art, wie der Kontrapunkt eingesetzt wird, sehr konservativ. Fünf der Chansons sind kanonisch geschrieben; unter diesen ist das fünfstimmige Stück „Sy des haulx cieulx“ besonders bemerkenswert, weil hier ein Unisono-Spiegelkanon ausgeführt wurde.

## Werke
- Motetten
  - „Angelus Domini descendit“ zu vier Stimmen, 1538
  - „Domine da nobis auxilium“ zu vier Stimmen, 1542
  - „Ecce plenus“ zu vier Stimmen, 1546
  - „Exaltare tui Domine“ zu fünf Stimmen, 1554
  - „Laudemus omnes“ zu vier Stimmen, 1547
  - „Musica Dei donum optimi“ zu fünf Stimmen, 1554
  - „Quousque Domine“ zu fünf Stimmen, 1553
  - „Suscipe verbum virgo Maria“ zu fünf Stimmen, 1555
  - „Valde honorandus est“ zu fünf Stimmen, 1546
- Chansons
  - „Au glay berg icronette“ zu vier Stimmen, 1554 (Zuschreibung an Gallus)
  - „Belle vostre amie est venu“ zu vier Stimmen, 1554 (Zuschreibung an Lecocq)
  - „Douleur et pleurs“ zu vier Stimmen, 1554 (Lecocq)
  - „Deuil et ennuy“ zu fünf Stimmen, 1545 (Lecocq)
  - „En espoir vis“ zu vier Stimmen, 1544 (Lecocq)
  - „Hélas amours du vient“ zu vier Stimmen, 1544 (Lecocq)
  - „Humble et leal vers madame“ zu vier Stimmen, 1554 (Gallus)
  - „Je ne desire“ zu vier Stimmen, 1544 (Gallus)
  - „Las me fault il tant“ zu vier Stimmen, 1544 (Lecocq)
  - „Le bergier et la bergiere“ zu fünf Stimmen, 1543 (Gallus)
  - „Nostre vicaire ung jour“ zu vier Stimmen, 1544 (Lecocq)
  - „Or suis je bien au pire“ zu sechs Stimmen, 1550 (Gallus/Lecocq)
  - „Par faulte d’argent“ zu fünf Stimmen, 1544 (Gallus)
  - „Pour la dame“ zu fünf Stimmen, 1550 (Gallus)
  - „Pour une seulle“ zu vier Stimmen, 1544 (Gallus)
  - „Puis que fortune“ zu vier Stimmen, 1544 (Lecocq)
  - „Sans avoir aultre“ zu fünf Stimmen, 1543 (Gallus)
  - „Si alcunement désirez“ zu vier Stimmen, 1544 (Lecocq)
  - „Sy des haulx cieulx“ zu fünf Stimmen, 1545 (Lecocq)
  - „Si par souffrir“ zu fünf Stimmen, 1545 (Lecocq)
  - „Si tu voulois accorder“ zu vier Stimmen, 1544 (Lecocq)
  - „Si variable oncques“ zu vier Stimmen, 1544 (Lecocq)